# Leo Blech
Leo Blech (Aquisgrà, 21 d'abril de 1871 - 25 d'agost de 1958, Berlín) fou un compositor alemany. Deixeble de Bargiel i Rudorff a Berlín, de 1893 a 1899 fou mestre de capella del teatre de l'Òpera d'Aquisgrà, simultaniejant aquest càrrec amb la continuació dels seus estudis sota la guia de Humperdinck durant els mesos d'estiu. Per aquesta època va compondre les seves primeres òperes Aglaja i Cherubina. El 1899 marxà a Praga com a primer mestre de capella del Deutsches Landes-Theater; el 1906 ocupà el mateix càrrec en l'Hofoper Berlin, i el 1913 aconseguí el nomenament de General-Musik-Direktor. 1938 - 1941 a Riga, 1941 - 1949 a Estocolm, 1949 - 1953 de nou a Berlin.
Va escriure nombroses obres teatrals, devent citar-se entre les que major èxit assoliren l'òpera còmica en un acte Das war ich (Dresden, 1902), i les titulades Aschenbrödel (Praga, 1905) i Versiegelt (Hamburg, 1908), més l'opereta Die Strohwitwe (Hamburg, 1920).
De les seves obres per a orquestra cal citar els poemes simfònics Die Nonne, Trost in der Natur i Waldwanderung, i entre les compostes per a cors amb acompanyament orquestral, Von den Englein (per a veus de dona) i Sommernacht. Va publicar diverses sèries de lieder i peces per a piano.